# Hypomanic
Hypomanic è il quinto album del gruppo grindcore Leng Tch'e, pubblicato nel 2010 sotto l'etichetta indipendente Season of Mist.

## Tracce
1. Wirehead Imbeciles – 2:08
2. A.men – 1:38
3. The Stockholm Malevolence Project – 2:17
4. World State Abomination – 2:11
5. Refined Torture – 2:37
6. Misleading Innuendos – 2:35
7. Obiter Dicta – 1:05
8. Death's Head Cockroach – 3:51
9. Totalitarian (feat. Mark "Barney" Greenway dei Napalm Death) – 2:15
10. Anthropocentric Suicide – 2:47
11. Silence is Better Than Unmeaning Words – 3:12
12. Violence Does Even Justice – 2:45
13. Corrosive Rotgut – 2:38
14. Perfervid Odyssey – 9:03

## Formazione
- Serge Kasongo - voce
- Jan Hallaert - chitarra
- Nicolas Malfeyt - basso
- Tony Van den Eynde - batteria